# Пуцурі
Пуцурі (рум. Puțuri) — село у повіті Долж в Румунії. Входить до складу комуни Кастранова.
Село розташоване на відстані 169 км на захід від Бухареста, 25 км на південний схід від Крайови.

## Населення
За даними перепису населення 2002 року у селі проживала 1531 особа. Усі жителі села рідною мовою назвали румунську.
Національний склад населення села:
| Національність | Кількість осіб | Відсоток |
| -------------- | -------------- | -------- |
| румуни         | 1526           | 99,7%    |
| цигани         | 5              | 0,3%     |